# Magnus Palmskölds trio
Magnus Palmskölds trio är en skånsk vistrio från Malmö som verkat sedan slutet av 1990-talet. De har bland annat skrivit visor såsom Den sista valsen, Det mesta är sagt.
Vis-trion består av Per Sköld, Mattias Palm och Magnus Rutberg.
I fanzinet EttNollEtt,(Nr 37, 2001) kallades trions musik för hårdvisa, musik som går tillbaks till rötterna samt chansonliknande.

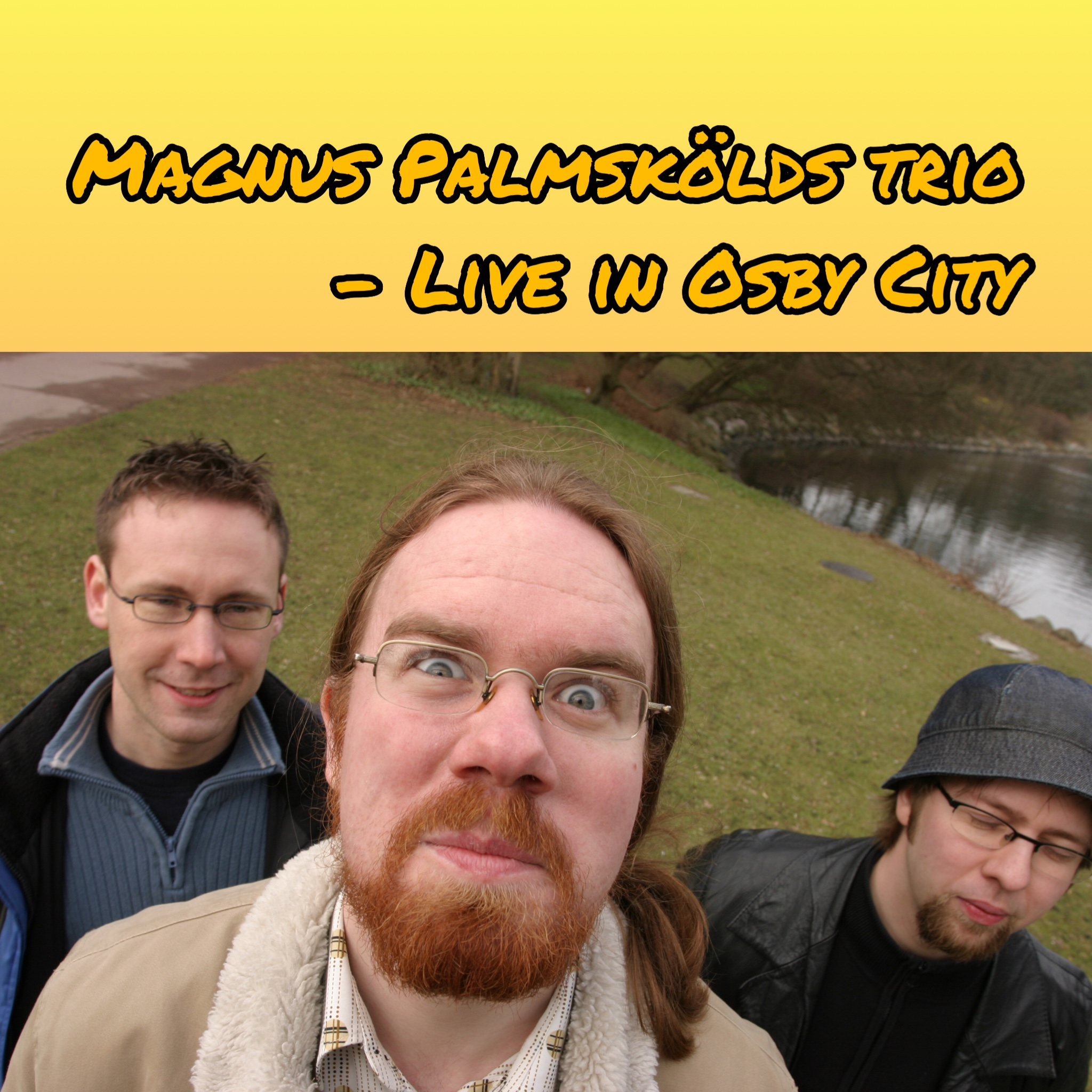
Magnus Palmskölds trio från höger till vänster: Mattias Palm, Per Sköld och Magnus Rutberg.